# Cathédrale Saint-Sébastien de Bratislava
Cette  cathédrale n’est pas la seule cathédrale Saint-Sébastien.
La cathédrale Saint-Sébastien (en slovaque : Katedrála svätého Šebastiána) est une cathédrale située à Bratislava en Slovaquie. C'est la cathédrale de l'ordinariat militaire slovaque. La construction commença en 2007 et fut sanctifié le 13 juin 2009.
La mosaïque de la Nativité dans le baptistère de la cathédrale est une œuvre du prêtre Marko Ivan Rupnik. 